# 奥里斯塔诺
奥里斯塔诺（義大利語：Oristano），是意大利奥里斯塔诺省的一个市镇。总面积84.63平方公里，人口32156人，人口密度380.0人/平方公里（2009年）。ISTAT代码为095038。